# 比嘉久美子
比嘉 久美子（ひが くみこ、1978年10月29日 - ）は、日本の声優、舞台女優。大阪府出身。81プロデュース所属。

## 略歴
小さい頃は病気がちであり、身体を壊すことが多い子供だった。病気が治った時に母が「よくがんばったね」と言ってくれたことがうれしかったという。
声の仕事を目指すきっかけは小学1年生の時、教師が朗読を褒めれてくれた思い出が原点になっていると語る。あの時に「うれしい、もっと読んでみたいな」という気持ちが繋がっているという。
代々木アニメーション学院声優科卒業。
2014年、第8回声優アワード「キッズ・ファミリー賞」を受賞。

## 人物
声種はソプラノ。
アニメ、吹き替え、外画アニメなどで活躍している。
劇団はらぐろ団員として舞台活動も行う。
『MÄR-メルヘヴン-』ではくまいもとこが休養のためギンタの代役をしていたが、くまいが復帰をしないまま最終回を迎えたため、結果的には比嘉が二代目扱いになった。
2008年から2021年まで、テレビ東京版（第9・10・11・13期） / NHK版（第14 - 24期）の『きかんしゃトーマス』の主人公、トーマスの声優をフジテレビ版（第8期以前）の戸田恵子から引き継ぎ担当していた。
既婚者。2006年夏、女児（第一子）を出産。そのため声優業を一時期休業していた。
同期には久保さゆり、三宅健太がいる。
趣味・特技は器械体操、タップダンス。

## 出演
太字はメインキャラクター。

### テレビアニメ
2000年
- グラビテーション（ファン〈ミク〉）
- ゾイド -ZOIDS-（男の子）

2001年
- 鋼鉄天使くるみ2式（生徒、後輩）
- サラリーマン金太郎（女子社員）
- ジーンシャフト（ミカ・セイドウ）
- ゾイド新世紀スラッシュゼロ（カズミ、ケリー・タスカー）
- 探偵少年カゲマン（マリオ）
- とっとこハム太郎（2001年 - 2005年、男子生徒、ちびちゃんずA〈初代〉、ちびくりちゃん） - 2シリーズ
- ノワール（学生A）
- パラッパラッパー（お化け）
- よばれてとびでて!アクビちゃん（江戸川キョーコ）

2002年
- 犬夜叉（子供）
- カスミン（2002年 - 2003年、生徒たち、子供ロウソクA、ミゾレ）
- 灰羽連盟（ダイ）
- ヒートガイジェイ（ロビー、少年A）
- ロックマンエグゼ（2002年 - 2006年、光熱斗） - 5シリーズ
- わがまま☆フェアリー ミルモでポン!シリーズ（ペータ、城戸悦美、モンガ、サトル〈2代目〉、バレーの女）

2003年
- クラッシュギアNitro（ナッシュ）
- 出撃!マシンロボレスキュー（遥鈴、芦川ショウ）
- スーパートレインがんばりダッシュ（ダッシュ）
- 絶体絶命でんぢゃらすじーさん（生き物、子供）
- 真月譚 月姫（女性レポーター）
- 天使のしっぽChu!（愛、少女）
- ポケットモンスター アドバンスジェネレーション（マイナン）

2004年
- アークエとガッチンポー（自転車子分）
- うた∽かた（英里）
- 今日からマ王!（レイヴン〈子供時代〉）
- ななみちゃん（ケマリオ、女子高生）
- 双恋（幼い頃の優也）
- マシュマロ通信（男の子）

2005年
- ああっ女神さまっ（女の子）
- 極上生徒会（飯島幸子）※第4話
- ツバサ・クロニクル（妹之山残）
- ハチミツとクローバー（女学生B）
- 舞-乙HiME（イリーナ・ウッズ）
- MÄR-メルヘヴン-（虎水ギンタ〈2代目〉、ブルベ）
- 魔豆奇伝パンダリアン（ユビー）

2006年
- スパイダーライダーズ 〜オラクルの勇者たち〜（2006年 - 2007年、ルメン王子、ポーシャ） - 2シリーズ
- タクティカルロア（阿古屋真夏）
- D.Gray-man（デイシャ少年）
- ディノブレイカー（アーム、子供B）

2007年
- Over Drive（寺尾晃一〈子供時代〉）
- 風のスティグマ（少年）
- きらりん☆レボリューション（2007年 - 2008年、幼い宙人、クラスの女子）
- 銀魂（2007年 - 2018年、ハジ） - 3シリーズ
- しゅごキャラ!（2007年 - 2009年、鳥居美冬、斉藤君） - 2シリーズ
- スカイガールズ（御子神嵐子）
- ぜんまいざむらい（ふとんたたきざむらい）
- トレジャーガウスト（チャイドラン）
- のだめカンタービレ（田中真紀子）
- ハヤテのごとく!（ギンタン）
- ぼくらの（マキ / 阿野万記）
- MOONLIGHT MILE 1stシーズン -Lift off-（少年）

2008年
- ゲゲゲの鬼太郎（第5作）（剛）
- スケアクロウマン（悪ガキ、男の子A）※第1話・2話
- 絶対可憐チルドレン（野上ユウキ）
- バトルスピリッツ 少年突破バシン（ボーズ）
- ぷるるんっ!しずくちゃん あはっ☆（ぐるん）

2009年
- グイン・サーガ（ラナ）
- 極上!!めちゃモテ委員長（ロミオ）
- PandoraHearts（フィリップ＝ウェスト）
- ライブオン CARDLIVER 翔（ブラッシュ、三内光代）

2010年
- うちの3姉妹（小学生時代の父）
- バクマン。（2010年 - 2013年、真城加代子、南、徳長実） - 3シリーズ
- ひめチェン!おとぎちっくアイドル リルぷりっ（マモル）

2011年
- カードファイト!! ヴァンガード（2011年 - 2018年、左賀エイジ、美浜アユム、マルコ） - 5シリーズ
- NARUTO -ナルト- 疾風伝（ヒシャク）

2012年
- ハイパーヨーヨーキングダム（斗陸キメル）

2013年
- THE UNLIMITED 兵部京介（真木司郎〈子供時代〉）
- すすめ!キッチン戦隊クックルン（まごたん、アイスシップ）
- みにヴぁん（従者レアス、左賀エイジ）

2014年
- 団地ともお（長谷川通）
- 名探偵コナン（真壁則也）

2015年
- アニメドキュメント あの日、僕らは戦場で 少年兵の告白
- ブーブーボーイ（ノルオ）

2017年
- こねこのチー（兄、猫A）
- THE REFLECTION（ボブ）

2018年
- こねこのチー ポンポンらー大旅行（兄）
- BAKUMATSU（2018年 - 2019年、刀工の妻、母親、子供、町人） - 2シリーズ

2019年 
- ロード・エルメロイII世の事件簿 -魔眼蒐集列車 Grace note-（トリシャ・フェローズ）

2020年
- ARP Backstage Pass（藤原玲音〈小学生〉）

2021年
- ドラえもん（テレビ朝日版第2期）（2021年 - 2022年、おばさん、子ども(1)、韋駄天）
- ふしぎ駄菓子屋 銭天堂（大村隼人）

2023年
- ドッグシグナル（2023年 - 2024年、泉の母）

### 劇場アニメ
- 劇場版 とっとこハム太郎 ハムハムランド大冒険（2001年、黄ハム）
- 劇場版ポケットモンスター アドバンスジェネレーション 七夜の願い星 ジラーチ（2003年、ポケモンたち）
- 劇場版ポケットモンスター アドバンスジェネレーション 裂空の訪問者 デオキシス（2004年、マイナン）
- ピカチュウのなつまつり（2004年、マイナン）
- ロックマンエグゼ 光と闇の遺産（2005年、光熱斗[12]）
- 劇場版 カードファイト!! ヴァンガード ネオンメサイア（2014年、左賀エイジ）
- 名探偵コナン から紅の恋歌（2017年、平次〈幼少期〉）

### OVA
- さばくの国の王女さま（2001年）[13]
- おジャ魔女どれみナ・イ・ショ（2004年、男の子A）
- フリクリ（2005年、女性オペレーターA）
- 舞-乙HiME Zwei（2006年、イリーナ・ウッズ）

### ゲーム
2002年
- アンリミテッド:サガ（ルビィ）
- ZOIDS VS.（ケリー、帝国オペレーター）
- 虹色ドッジボール〜乙女たちの青春〜（速水飛鳥）
- 星のまほろば（ニシキ姫）

2003年
- 鬼武者 無頼伝（光熱斗）
- ロックマンエグゼシリーズ（2003年 - 2009年、光熱斗） - 3作品
- わがまま☆フェアリー ミルモでポン! 対戦まほうだま（ペータ）

2004年
- Quest of D
- ゾイドインフィニティ（ケリー）
- ZOIDS VS. III（ケリー）
- バーチャファイター サイバージェネレーション 〜ジャッジメントシックスの野望〜（ハヤミ）

2005年
- ゾイドタクティクス（ケリー）
- わがまま☆フェアリー ミルモでポン! どきどきメモリアルパニック（ペータ）

2006年
- 機動戦士ガンダム クライマックスU.C.（アルフレッド・イズルハ、F91連邦オペレーター）

2007年
- SDガンダム GGENERATION（2007年 - 2016年、アルフレッド・イズルハ） - 2作品
- サルゲッチュ サルサル大作戦（ヒカル）二代目
- ファイナルファンタジー・クリスタルクロニクル リング・オブ・フェイト（ユーリィ）
- ワイルドアームズ クロスファイア（ヴァイスハイト）

2008年
- リクとヨハン 〜消えた2枚の絵〜（リク・アーヴィング）

2010年
- 機動戦士ガンダム エクストリームバーサス（アルフレッド・イズルハ）

2013年
- カードファイト!! ヴァンガード ライド トゥ ビクトリー!!（日田リョータ、左賀エイジ）

2014年
- カードファイト!! ヴァンガード ロック オン ビクトリー!!（日田リョータ）

2016年
- カードファイト!! ヴァンガードG ストライド トゥ ビクトリー!!（日田リョータ）

2017年
- 地球防衛軍5（政治家）
- ディシディア ファイナルファンタジー オペラオムニア（ユーリィ）

2018年
- アークザラッドR（ジュリエス）

2020年
- ファイナルファンタジー・クリスタルクロニクル リマスター（ユーリィ） - DLC追加キャラクター
- ロックマンX DiVE（光熱斗）

2023年
- ＃コンパス 戦闘摂理解析システム（光熱斗）

### ドラマCD
- キス・キス（本間瑞樹）※『ちゃお』2004年12月号付録
- きらりん☆レボリューション（なーさん）※『ちゃお』2004年12月号付録ドラマCD
- 長屋王残照記（藤原安宿）
- 悩殺ジャンキー（友人・男）※2005年『花とゆめ』20号付録

### 吹き替え

#### 映画
- スノー・バディーズ 小さな5匹の大冒険

#### テレビドラマ
- カイルXY（ヒラリー）
- マッサン（ウィリアム吹き替え）

#### アニメ
- おまかせ!プルーデンスおばさん（アラン）
- きかんしゃトーマス（トーマス）[注 1]
  - きかんしゃトーマス みんなあつまれ!しゅっぱつしんこう
  - トーマスをすくえ!! ミステリーマウンテン
  - きかんしゃトーマス　伝説の英雄
  - きかんしゃトーマス ミスティアイランド レスキュー大作戦!!
  - きかんしゃトーマス ディーゼル10の逆襲
  - きかんしゃトーマス ブルーマウンテンの謎
  - きかんしゃトーマス キング・オブ・ザ・レイルウェイ トーマスと失われた王冠
  - きかんしゃトーマス 勇者とソドー島の怪物
  - きかんしゃトーマス 探せ!!謎の海賊船と失われた宝物
  - きかんしゃトーマス トーマスのはじめて物語〜The Adventure Begins〜
  - きかんしゃトーマス 走れ!世界のなかまたち
  - きかんしゃトーマス とびだせ!友情の大冒険
  - きかんしゃトーマス Go!Go!地球まるごとアドベンチャー
  - きかんしゃトーマス チャオ!とんでうたってディスカバリー!![18]
  - きかんしゃトーマス おいでよ!未来の発明ショー!
- ショベルカーディグスとはたらく車たち（フロントエンドダンプカーのスクーチ）
- 電脳ムシオヤジ（ダニー）
- マドレーヌといっしょに（アン）
- リ・アニメイテッド〜ジムのカートゥーン大作戦〜（クレイグ）

### 特撮
2005年
- 魔法戦隊マジレンジャー（マンドラ坊やの声）
- 魔法戦隊マジレンジャー THE MOVIE インフェルシアの花嫁（マンドラ坊やの声）
- 「大公開!黄金（ゴールド）グリップフォンの超魔法〜ゴル・ゴール・ゴー・ゴー〜」（マンドラ坊やの声）

2006年
- 魔法戦隊マジレンジャー VS デカレンジャー（マンドラ坊やの声）

2008年
- てれびくん 仮面ライダーキバ アドベンチャーバトルDVD 〜きみもキバになろう〜（少年の声）

### モーションコミック
- GET LOVE!!〜フィールドの王子さま〜（アキ）

### ナレーション
- シルシルミシルさんデー
- まる得マガジン マロンの料理のイロハ - NHK教育

### テレビ番組
- おはコロっす!（テレビ東京、斗陸キメルの声）
- ニャンちゅうワールド放送局（2015年4月5日 - 2018年4月1日、NHK Eテレ、モフ〜の声）
- ニャンちゅう!宇宙!放送チュー!（2018年4月8日 - 、NHK Eテレ、ベラボラの声）
- のりスタ!（テレビ東京、ダッシュの声）

### その他コンテンツ
- あの日、僕らは戦場で〜少年兵の告白〜（2015年8月11日、NHK Eテレ）
- 京阪電鉄（2011年5月17日 - 、トーマス電車の車内放送）
- 大井川鐵道（2014年7月12日 - 、きかんしゃトーマス号の車内放送）
- コトブキヤ『ロックマンエグゼ』プラモデル プロモーションムービー（2022年4月26日、光熱斗[19]）